# Zagrljaj
Zagrljaj je forma izražavanje fizičke intime, bliskosti, simpatije ili ljubavi između dvije ili više osoba (ili životinja). Zagrljaj je radnja kada se dvije ili više subjekata drže jedan drugog obično s rukama i to za sljedeće dijelove tijela: vrat, leđa, itd. U nekim zagrljajima moguće je imati i više od dvije osobe, odnosno grupni zagljaj. U mnogim zemljama svijeta postoje socijalne norme oko zagljaja kada su dozvoljeni ili ne, gdje se osoba može zagrliti, koliko dugo vremena taj zagrljaj može trajati. Zemljame s niskom taktilnom kulturom imaju puno više normi gdje su zagljaji prikladni i u njima zagrljaji između dva muškaraca su izričito nepoželjni.
Zagrljaj također je važan kod prijenosa topline s jednog tijela na drugi i osobito je važan kod spašavanje osobe s hipotermijom. Postoji i zagrljaj kojim se može izbaciti strano tijelo koje se zaustavilo u ždrijelu neke osobe koristeći tzv. "zagljaj života" odnosno Heimlichov hvat.